# Giovanni Castellani
Giovanni Castellani (Tolmezzo, 6 settembre 1935) è un politico e matematico italiano.

## Biografia
Dopo aver ottenuto la maturità scientifica al liceo G.B. Benedetti di Venezia, si laurea in Matematica presso l'Università degli Studi di Padova. Diventa poi docente universitario ordinario di matematica finanziaria all'Università Cà Foscari di Venezia, poi preside della Facoltà di Economia e Commercio dal 1974 al 1981 e infine Rettore dell'ateneo dal 1983 al 1992. Fra i vari ruoli è anche membro del Consiglio Superiore della Banca d'Italia dal 1980 al 1987 e poi dal 1992 al 1994.
Alle elezioni politiche del 1994 viene eletto deputato con il Partito Popolare Italiano. Conferma il proprio seggio a Montecitorio anche dopo le elezioni politiche del 1996, venendo eletto con l'Ulivo  nel Collegio elettorale di Venezia - San Marco: nella XIII Legislatura è presidente della Commissione Cultura, scienza e istruzione della Camera dei deputati. 
Terminato il suo mandato parlamentare nel 2001, torna all'insegnamento universitario fino al 2009. Dal 2011 è professore emerito della Facoltà di Economia e Commercio dell'Università Cà Foscari di Venezia